# Völkischer Beobachter
A Völkischer Beobachter (magyarul: Népi Figyelő) a Nemzetiszocialista Német Munkáspárt hivatalos lapja volt 1920 és 1945 között. Az újságot 1887-ben alapították Münchener Beobachter néven, majd a Thule Társaság vásárolta meg azt 1918-ban. 1919-ben vette fel azt a nevet, amelyen később ismertté vált, majd egy év múlva, 1920-ban vásárolta meg azt a nemzetiszocialista párt. Kezdetben hetente jelent meg, majd 1923-tól kezdve napilapként folytatta a működését.

## Története
Az újságot 1887-ben alapították Münchener Beobachter (Müncheni Figyelő) néven alapították meg, mint kis példányszámú helyi lap, és az elkövetkező évek során gyakran változott a neve és tulajdonosa. 1918-ban aztán a Thule Társaság vásárolta meg a lapot. 11 000-res példányszámával hamarosan München egyik legfontosabb népmozgalmi lapjává lépett elő, majd 1919 augusztusában felvette a Völkischer Beobachter nevet.
A lapot 1920. december 16-án a nemzetiszocialista párt vette meg 120 000 márkáért a Thule Társaságtól, amelynek felét Franz Ritter von Epp tábornoktól kapták kölcsönbe, és annak 250 000 márkás tartozását átvállalták. A lap hamarosan a párt demokráciaellenes és antiszemita propagandájának a szócsöve lett. Az újság 1923. február 28-át követően napilapként folytatta működését, és a Ruhr-vidék megszállása után a kezdeti 8000 példányszáma 25 000-re ugrott fel. Az 1923 novemberi sörpuccs után azonban betiltották az újság megjelenését, ami egészen a párt 1925. február 26-i újjászervezéséig tartott. A lap főszerkesztője 1923-ig Dietrich Eckart volt, aki egy 1921-es cikkében először nevezte Führernek Adolf Hitlert, és akinek halála után Alfred Rosenberg vette át a tisztséget.
A lap olvasottsága a nemzetiszocialista párt előretörésével együtt nőtt folyamatosan. 1931-ben már 120 000, 1934-ben 336 500, 1944-ben 1,7 millió példányszámban jelent meg. A lap a második világháború során nagyon gyakran szólt a tengelyhatalmak államainak a „zsidókérdést” megoldó politikájáról, ugyanis feladatának tartotta ennek kontrollállását a szomszédos országokban is. 1943-ban a magyarországi intézkedéseket, illetve azok hiányát illetően heti rendszerességgel születtek gúnyos hangvételű cikkek a lapban. Az újságba Joseph Goebbels is publikált cikkeket, amelyek az Amerikai Egyesült Államokat támadták a német zsidópolitika kritizálása miatt, illetve a Szovjetuniót írták le.
A lap 1945 áprilisában, pár nappal a második világháború európai befejeződése előtt beszüntette a saját megjelenését.